# Дискография Рианны
Дискография барбадосской певицы Рианны состоит из восьми студийных альбомов, одного видеоальбома, трёх сборников, сорока шести синглов (включая один промосингл, девять в качестве приглашённого исполнителя, три благотворительных сингла) и двадцати девяти личных и девяти (при её участии) музыкальных видеоклипов. Впервые певица появилась в чартах в 2005 году с песней «Pon de Replay», после заключения контракта со звукозаписывающим лейблом Def Jam Recordings. Её дебютный альбом Music of the Sun включал в себя ритмы карибского регги и атмосферу танцевального зала, перемешанную с городской популярной музыкой. Вторым синглом с альбома стала песня «If It's Lovin' that You Want». На следующий год Рианна выпустила второй студийный альбом A Girl like Me, который был больше ориентирован на городскую поп-музыку в противоположность её предыдущему звучанию в Music of the Sun. A Girl like Me включал в себя четыре сингла: хиты первой величины «SOS» и «Unfaithful», также как «Break It Off» и «We Ride». Режиссёром музыкального видеоклипа на песню «Unfaithful» стал Энтони Мандлер; это видео стало первым из множества, созданных вместе с певицей на протяжении её музыкальной карьеры.
В 2007 году, перед выпуском своего третьего студийного альбома Good Girl Gone Bad, Рианна сотрудничала с группой J-Status и барбадосской певицей Shontelle для песни «Roll It». По звучанию альбом стал ближе к стилям современной городской музыки и европейского данс-попа. Альбом включал в себя следующие хит-синглы: «Umbrella», «Shut Up and Drive», «Don't Stop the Music» и «Hate That I Love You». Переиздание альбома под названием Good Girl Gone Bad: Reloaded привело к выпуску трёх популярных синглов — «Take a Bow», «Disturbia» и «Rehab». В период между 2008 и 2009 годами Рианна участвовала в записи синглов, в качестве приглашённого артиста, для Maroon 5, T.I., Jay-Z и Канье Уэста, и приняла участие в записи благотворительного сингла «Just Stand Up!».
Четвёртая студийная работа певицы Rated R была выпущена в ноябре 2009 года и была описана критиками как запись, имеющая «тёмный» и «зрелый» тон. Альбом Rated R включал в себя песни: «Wait Your Turn», «Russian Roulette», «Hard» — совместная работа с рэпером Jeezy, «Rude Boy», «Te Amo» и «Rockstar 101» — при участии гитариста Слэша из американской рок-группы Guns N' Roses. Также певица приняла участие в записи сингла Эминема «Love the Way You Lie». Следующий, пятый студийный альбом под названием Loud был выпущен в ноябре 2010 года. С альбома было издано шесть синглов; первые два «Only Girl (In the World)» и «What’s My Name?» при участии рэпера Дрейка возглавили чарты Соединённых Штатов Америки и Великобритании. «Only Girl (In the World)» также возглавлял чарты в тринадцати странах. Следующими синглами с альбома Loud были «Raining Men» (Urban radio single) и «S&M» (который возглавил чарт США), затем были выпущены «Man Down», «California King Bed», «Cheers (Drink to That)» — последующий шестой сингл альбома. В ноябре 2011 года Рианна выпустила свой шестой студийный альбом Talk That Talk, который включил в себя синглы: «We Found Love» (который стал абсолютным хитом во всем мире), «You Da One», «Talk That Talk», «Birthday Cake», «Where Have You Been» и «Cockiness (Love It)». В ноябре 2012 года в свет вышел седьмой студийный альбом певицы Unapologetic, который удостоился премии Grammy.

## Альбомы

### Студийные альбомы
| Название                                                                | Информация                                                                                     | Пиковая позиция в чарте | Пиковая позиция в чарте | Пиковая позиция в чарте | Пиковая позиция в чарте | Пиковая позиция в чарте | Пиковая позиция в чарте | Пиковая позиция в чарте | Пиковая позиция в чарте | Пиковая позиция в чарте | Пиковая позиция в чарте | Продажи                                                                          | Сертификаты |
| Название                                                                | Информация                                                                                     | AUS                     | BEL (FL)                | CAN                     | FRA                     | GER                     | IRL                     | NZ                      | SWI                     | UK                      | US                      | Продажи                                                                          | Сертификаты |
| ----------------------------------------------------------------------- | ---------------------------------------------------------------------------------------------- | ----------------------- | ----------------------- | ----------------------- | ----------------------- | ----------------------- | ----------------------- | ----------------------- | ----------------------- | ----------------------- | ----------------------- | -------------------------------------------------------------------------------- | --- |
| Music of the Sun                                                        | - Выпущен: 12 августа 2005 (US) - Лейбл: Def Jam - Форматы: CD, LP, digital download, стримирг | —                       | —                       | 7                       | П                       | 31                      | 12                      | 26                      | 38                      | 35                      | 10                      | - Великобритания: 148,660 - США: 623,000                                         | - RIAA: Платиновый - BPI: Золотой - BVMI: Золотой - MC: Платиновый - RMNZ: Золотой |
| A Girl like Me                                                          | - Выпущен: April 11, 2006 (US) - Лейбл: Def Jam - Форматы: CD, LP, digital download, стриминг  | 9                       | 10                      | 1                       | 18                      | 13                      | 5                       | 7                       | 6                       | 5                       | 5                       | - Великобритания: 667,672 - США: 1,400,000 - МИР: 3,000,000                      | - RIAA: 2× Платиновый - ARIA: Платиновый - BPI: 2× Платиновый - BVMI: Платиновый - IRMA: 2× Платиновый - MC: 2× Platinum - RMNZ: Золотой                                                                               |
| Good Girl Gone Bad                                                      | - Выпущен: June 5, 2007 (US) - Лейбл: Def Jam - Форматы: CD, LP, digital download              | 2                       | 9                       | 1                       | 8                       | 4                       | 1                       | 4                       | 1                       | 1                       | 2                       | - Великобритания: 1,904,347 - США: 2,800,000                                     | - RIAA: 7× Платиновый - ARIA: 8× Платиновый - BEA: 2× Платиновый - BPI: 8× Платиновый - BVMI: 4× Платиновый - IFPI SWI: 3× Платиновый - IRMA: 3× Платиновый - MC: 5× Платиновый - RMNZ: 4× Платиновый - SNEP: Platinum |
| Rated R                                                                 | - Выпущен: 23 ноября 2009 (US) - Лейбл: Def Jam - Форматы: CD, LP, digital download            | 12                      | 16                      | 5                       | 10                      | 4                       | 7                       | 14                      | 1                       | 9                       | 4                       | - Великобритания: 701,298 - США: 1,130,000 - МИР: 3,000,000                      | - RIAA: 2× Платиновый - ARIA: Платиновый - BEA: Золотой - BPI: 2× Платиновый - BVMI: Платиновый - IRMA: Платиновый - MC: Платиновый - SNEP: Платиновый                                                                 |
| Loud                                                                    | - Выпущен: 16 ноября 2010 (US) - Лейбл: Def Jam - Форматы: CD, LP, digital download            | 2                       | 3                       | 1                       | 3                       | 2                       | 1                       | 4                       | 1                       | 1                       | 3                       | - FRA: 355,000 - UK: 1,950,864 - US: 1,800,000 - World: 8,000,000+               | - RIAA: 5× Платиновый - ARIA: 4× Платиновый - BEA: Платиновый - BPI: 7× Платиновый - BVMI: 2× Платиновый - IRMA: 5× Платиновый - MC: 3× Платиновый - RMNZ: Платиновый                                                  |
| Talk That Talk                                                          | - Выпущен: 21 ноября 2011 (US) - Лейбл: Def Jam - Форматы: CD, LP, digital download            | 5                       | 3                       | 3                       | 2                       | 3                       | 2                       | 1                       | 1                       | 1                       | 3                       | - Франция: 200,000 - Великобритания: 1,000,000 - США: 1,150,000 - Мир: 5,500,000 | - RIAA: 3× Платиновый - ARIA: Платиновый - BEA: Золотой - BPI: 3× Платиновый - BVMI: Золотой - IFPI SWI: Платиновый - IRMA: 3× Платиновый - RMNZ: Платиновый                                                           |
| Unapologetic                                                            | - Выпущен: 19 ноября 2012 (US) - Лейбл: Def Jam - Форматы: CD, LP, digital download            | 8                       | 2                       | 1                       | 3                       | 3                       | 1                       | 5                       | 1                       | 1                       | 1                       | - Франия: 240,000 - Великобритания: 635,000 - США: 1,200,000 - Мир: 4,000,000    | - RIAA: 3× Платиновый - ARIA: Платиновый - BEA: Золотой - BPI: 3× Платиновый - BVMI: 3× Золотой - IRMA: 2× Платиновый - IFPI SWI: Платиновый - MC: Платиновый - RMNZ: Золотой                                          |
| Anti                                                                    | - Выпущен: 28 января 2016 - Лейбл: Def Jam - Форматы: CD, LP, digital download                 | 5                       | 10                      | 1                       | 12                      | 12                      | 12                      | 6                       | 12                      | 7                       | 1                       | - US: 603,000                                                                    | - RIAA: 6× Платиновый - ARIA: Платиновый - BEA: 2× Платиновый - BPI: 2× Платиновый - BVMI: Золотой - MC: 4× Платиновый - SNEP: 2× Платиновый - RMNZ: 4× Платиновый                                                     |
| «—» означает, что релиз не попал в чарт или не выпущен в данной стране. |                                                                                                |                         |                         |                         |                         |                         |                         |                         |                         |                         |                         |                                                                                  | |

### Сборники
|                                                                         | Информация                                                              | Пиковая позиция в чарте | Пиковая позиция в чарте |
| FRA                                                                     | Информация                                                              | US R&B                  |                         |
| ----------------------------------------------------------------------- | ----------------------------------------------------------------------- | ----------------------- | ----------------------- |
| 3 CD Collector’s Set                                                    | - Выпущен: 15 декабря 2009 (US) - Лейбл: Def Jam - Format: CD           | —                       | 80                      |
| Coffret 4 CD                                                            | - Выпущен: 17 октября 2011 (FRA) - Лейбл: Def Jam - Форматы: CD box set | 55                      | —                       |
| «—» означает, что релиз не попал в чарт или не выпущен в данной стране. |                                                                         |                         |                         |

### Альбомы ремиксов
| Название                                                                | Информация                                                                      | Пиковая позиция в чарте | Пиковая позиция в чарте | Пиковая позиция в чарте | Пиковая позиция в чарте |
| Название                                                                | Информация                                                                      | GRC                     | US                      | US Dance                | US R&B                  |
| ----------------------------------------------------------------------- | ------------------------------------------------------------------------------- | ----------------------- | ----------------------- | ----------------------- | ----------------------- |
| Good Girl Gone Bad: The Remixes                                         | - Выпущен: 27 января 2009 (US) - Лейбл: Def Jam - Форматы: CD, digital download | —                       | 106                     | 4                       | 59                      |
| Rated R: Remixed                                                        | - Выпущен: 25 мая 2010 (US) - Лейбл: Def Jam - Форматы: CD, digital download    | 4                       | 158                     | 6                       | 33                      |
| «—» означает, что релиз не попал в чарт или не выпущен в данной стране. |                                                                                 |                         |                         |                         |                         |

### Новые издания
| Название                     | Информация                                                                                | Пиковая позиция в чарте | Пиковая позиция в чарте | Пиковая позиция в чарте | Пиковая позиция в чарте | Пиковая позиция в чарте | Пиковая позиция в чарте | Пиковая позиция в чарте | Пиковая позиция в чарте | Пиковая позиция в чарте | Пиковая позиция в чарте | Сертификаты        |
| Название                     | Информация                                                                                | AUT                     | BEL (FL)                | CAN                     | DEN                     | GER                     | IRL                     | NZ                      | SWI                     | UK                      | US                      | Сертификаты        |
| ---------------------------- | ----------------------------------------------------------------------------------------- | ----------------------- | ----------------------- | ----------------------- | ----------------------- | ----------------------- | ----------------------- | ----------------------- | ----------------------- | ----------------------- | ----------------------- | ------------------ |
| Good Girl Gone Bad: Reloaded | - Выпущен: 17 июня 2008 (US) - Лейбл: Def Jam - Форматы: CD, CD/DVD, LP, digital download | 36                      | 62                      | 6                       | 4                       | 38                      | 8                       | 4                       | 32                      | 12                      | 7                       | - RMNZ: платиновый |

## Синглы

### Как главный исполнитель
| Название                                                                | Год  | Пиковая позиция в чарте | Пиковая позиция в чарте | Пиковая позиция в чарте | Пиковая позиция в чарте | Пиковая позиция в чарте | Пиковая позиция в чарте | Пиковая позиция в чарте | Пиковая позиция в чарте | Пиковая позиция в чарте | Пиковая позиция в чарте | Пиковая позиция в чарте | Сертификаты | Альбом                                     |
| Название                                                                | Год  | RUS                     | AUS                     | BEL (FL)                | CAN                     | FRA                     | GER                     | IRL                     | NZ                      | SWI                     | UK                      | US                      | Сертификаты | Альбом                                     |
| ----------------------------------------------------------------------- | ---- | ----------------------- | ----------------------- | ----------------------- | ----------------------- | ----------------------- | ----------------------- | ----------------------- | ----------------------- | ----------------------- | ----------------------- | ----------------------- | --- | ------------------------------------------ |
| «Pon de Replay»                                                         | 2005 | 53                      | 6                       | 5                       | 3                       | 18                      | 6                       | 2                       | 1                       | 3                       | 2                       | 2                       | - RIAA: 3× Платиновый - ARIA: Платиновый - BPI: 2× Платиновый - BVMI: Золотой - GLF: Золотой - RMNZ: 3× Платиновый                                                           | Music of the Sun                           |
| «If It's Lovin' that You Want»                                          | 2005 | 267                     | 9                       | 25                      | —                       | —                       | 25                      | 8                       | 9                       | 19                      | 11                      | 36                      | - RIAA: Золотой - BPI: Серебряный - RMNZ: Платиновый | Music of the Sun                           |
| «SOS»                                                                   | 2006 | 18                      | 1                       | 2                       | 1                       | 12                      | 2                       | 3                       | 3                       | 3                       | 2                       | 1                       | - RIAA: 3× Платиновый - ARIA: 2× Платиновый - BPI: Платиновый - BVMI: Золотой - GLF: Золотой - RMNZ: Платиновый                                                              | A Girl like Me                             |
| «Unfaithful»                                                            | 2006 | 4                       | 2                       | 3                       | 1                       | 7                       | 2                       | 2                       | 4                       | 1                       | 2                       | 6                       | - RIAA: 3× Платиновый - ARIA: Золотой - BPI: Платиновый - BVMI: 3× Золотой - GLF: Золотой - IFPI SWI: Золотой - RMNZ: Платиновый                                             | A Girl like Me                             |
| «We Ride»                                                               | 2006 | 212                     | 24                      | 40                      | —                       | —                       | 45                      | 17                      | 8                       | 42                      | 17                      | —                       | - RIAA: Золотой - BPI: Серебряный - RMNZ: Платиновый | A Girl like Me                             |
| «Break It Off» (featuring Sean Paul)                                    | 2006 | 65                      | —                       | 60                      | 19                      | —                       | —                       | —                       | —                       | —                       | —                       | 9                       | - RIAA: Золотой | A Girl like Me                             |
| «Umbrella» (featuring Jay-Z)                                            | 2007 | 1                       | 1                       | 1                       | 1                       | 6                       | 1                       | 1                       | 1                       | 1                       | 1                       | 1                       | - RIAA: Бриллиантовый - ARIA: 5× Платиновый - BPI: 4× Платиновый - BVMI: 2× Платиновый - GLF: 2× Платиновый - IFPI SWI: Золотой - RMNZ: 5× Платиновый                        | Good Girl Gone Bad                         |
| «Shut Up and Drive»                                                     | 2007 | 58                      | 4                       | 9                       | 6                       | —                       | 6                       | 5                       | 12                      | 14                      | 5                       | 15                      | - RIAA: 3× Платиновый - ARIA: 2× Платиновый - BPI: Платиновый - BVMI: Золотой - RMNZ: Платиновый                                                                             | Good Girl Gone Bad                         |
| «Hate That I Love You» (featuring Ne-Yo)                                | 2007 | —                       | 14                      | 23                      | 17                      | 16                      | 11                      | 13                      | 6                       | 13                      | 15                      | 7                       | - RIAA: 3× Платиновый - ARIA: Платиновый - BPI: Платиновый - BVMI: Золотой - RMNZ: 2× Платиновый                                                                             | Good Girl Gone Bad                         |
| «Don’t Stop the Music»                                                  | 2007 | 4                       | 1                       | 1                       | 2                       | 1                       | 1                       | 6                       | 3                       | 1                       | 4                       | 3                       | - RIAA: 6× Платиновый - ARIA: 5× Платиновый - BPI: 2× Platinum - BVMI: 5× Золотой - GLF: Платиновый - RMNZ: 3× Платиновый                                                    | Good Girl Gone Bad                         |
| «Take a Bow»                                                            | 2008 | —                       | 3                       | 13                      | 1                       | 12                      | 6                       | 1                       | 2                       | 7                       | 1                       | 1                       | - RIAA: 6× Платиновый - ARIA: 3× Платиновый - BPI: 2× Платиновый - BVMI: Золотой - RMNZ: 3× Платиновый                                                                       | Good Girl Gone Bad: Reloaded               |
| «Disturbia»                                                             | 2008 | 4                       | 6                       | 1                       | 2                       | 3                       | 5                       | 4                       | 1                       | 4                       | 3                       | 1                       | - RIAA: 7× Платиновый - ARIA: 3× Платиновый - BPI: 2× Платиновый - BVMI: 3× Золотой - GLF: Золотой - RMNZ: 3× Платиновый                                                     | Good Girl Gone Bad: Reloaded               |
| «Rehab» (featuring Justin Timberlake)                                   | 2008 | —                       | 26                      | 64                      | 19                      | —                       | 4                       | 22                      | 12                      | 13                      | 16                      | 18                      | - RIAA: 2× Платиновый - BPI: Платиновый - BVMI: Платиновый - RMNZ: Платиновый                                                                                                | Good Girl Gone Bad                         |
| «Russian Roulette»                                                      | 2009 | 11                      | 7                       | 5                       | 9                       | 4                       | 2                       | 5                       | 9                       | 1                       | 2                       | 9                       | - RIAA: 2× Платиновый - ARIA: Платиновый - BPI: Платиновый - BVMI: Золотой - GLF: Платиновый - IFPI SWI: Золотой - RMNZ: Золотой                                             | Rated R                                    |
| «Hard» (featuring Jeezy)                                                | 2009 | —                       | 51                      | —                       | 9                       | —                       | —                       | 33                      | 15                      | —                       | 42                      | 8                       | - RIAA: 2× Платиновый | Rated R                                    |
| «Wait Your Turn»                                                        | 2009 | —                       | 82                      | —                       | —                       | —                       | —                       | 32                      | —                       | —                       | 45                      | —                       | | Rated R                                    |
| «Redemption Song»                                                       | 2010 | —                       | —                       | —                       | 82                      | —                       | —                       | —                       | —                       | —                       | —                       | 81                      | | н/д                                        |
| «Rude Boy»                                                              | 2010 | 58                      | 1                       | 3                       | 7                       | 8                       | 4                       | 3                       | 3                       | 5                       | 2                       | 1                       | - RIAA: 5× Платиновый - ARIA: 4× Платиновый - BPI: 2× Платиновый - BVMI: Золотой - IFPI SWI: Золотой - RMNZ: 2× Платиновый                                                   | Rated R                                    |
| «Rockstar 101» (featuring Slash)                                        | 2010 | —                       | 24                      | —                       | —                       | —                       | —                       | —                       | —                       | —                       | —                       | 64                      | - RIAA: Платиновый | Rated R                                    |
| «Te Amo»                                                                | 2010 | 27                      | 22                      | 10                      | 66                      | —                       | 11                      | 16                      | —                       | 9                       | 14                      | —                       | - RIAA: Золотой - ARIA: Платиновый - BPI: Платиновый - BVMI: Золотой - IFPI SWI: Золотой - RMNZ: Золотой                                                                     | Rated R                                    |
| «Only Girl (in the World)»                                              | 2010 | 10                      | 1                       | 2                       | 1                       | 2                       | 2                       | 1                       | 1                       | 2                       | 1                       | 1                       | - RIAA: 7× Платиновый - ARIA: 7× Платиновый - BPI: 4× Платиновый - BVMI: 5× Золотой - GLF: 4× Платиновый - IFPI SWI: 2× Платиновый - RMNZ: 4× Платиновый                     | Loud                                       |
| «What’s My Name?» (featuring Drake)                                     | 2010 | —                       | 18                      | 28                      | 5                       | 16                      | 12                      | 3                       | 3                       | 13                      | 1                       | 1                       | - RIAA: 6× Платиновый - ARIA: Платиновый - BPI: 3× Платиновый - BVMI: Золотой - GLF: Платиновый - IFPI SWI: Золотой - RMNZ: 2× Платиновый                                    | Loud                                       |
| «Raining Men» (featuring Nicki Minaj)                                   | 2010 | —                       | —                       | —                       | —                       | —                       | —                       | —                       | —                       | —                       | 142                     | —                       | | Loud                                       |
| «S&M» (соло или при участии Бритни Спирс)                               | 2011 | 1                       | 1                       | 3                       | 1                       | 3                       | 2                       | 3                       | 2                       | 2                       | 3                       | 1                       | - RIAA: 6× Платиновый - ARIA: 6× Платиновый - BPI: 3× Платиновый - BVMI: 3× Золотой - GLF: 3× Платиновый - IFPI SWI: Платиновый - RMNZ: 4× Платиновый                        | Loud                                       |
| «California King Bed»                                                   | 2011 | 137                     | 4                       | 9                       | 20                      | 30                      | 8                       | 11                      | 4                       | 10                      | 8                       | 37                      | - RIAA: 2× Платиновый - ARIA: 2× Платиновый - BPI: Платиновый - BVMI: Золотой - GLF: Платиновый - IFPI SWI: Золотой - RMNZ: Золотой                                          | Loud                                       |
| «Man Down»                                                              | 2011 | —                       | —                       | 3                       | 63                      | 1                       | —                       | —                       | —                       | 9                       | 54                      | 59                      | - RIAA: 2× Платиновый - BPI: Платиновый - GLF: 2× Платиновый - IFPI SWI: Золотой - RMNZ: Золотой                                                                             | Loud                                       |
| «Cheers (Drink to That)»                                                | 2011 | —                       | 6                       | 62                      | 6                       | 64                      | —                       | 16                      | 5                       | 66                      | 15                      | 7                       | - RIAA: 2× Платиновый - ARIA: 3× Платиновый - BPI: Золотой - RMNZ: Платиновый                                                                                                | Loud                                       |
| «We Found Love» (при участии Кельвина Харрис)                           | 2011 | 1                       | 2                       | 3                       | 1                       | 1                       | 1                       | 1                       | 1                       | 1                       | 1                       | 1                       | - RIAA: 11× Платиновый (Бриллиантовый) - ARIA: 8× Платиновый - BPI: 5× Платиновый - GLF: 6× Платиновый - BVMI: 2× Платиновый - IFPI SWI: 2× Платиновый - RMNZ: 6× Платиновый | Talk That Talk                             |
| «You da One»                                                            | 2011 | —                       | 26                      | 50                      | 12                      | 23                      | —                       | 12                      | 10                      | 36                      | 16                      | 14                      | - RIAA: 2× Platinum - ARIA: Платиновый - BPI: Золотой - GLF: Золотой - RMNZ: Платиновый                                                                                      | Talk That Talk                             |
| «Talk That Talk» (при участии Jay-Z)                                    | 2012 | —                       | 28                      | 54                      | 30                      | 24                      | —                       | 22                      | 37                      | 11                      | 25                      | 31                      | - RIAA: Платиновый - ARIA: Золотой - BPI: Золотой - GLF: Золотой - RMNZ: Золотой                                                                                             | Talk That Talk                             |
| «Princess of China» (совместно с Coldplay)                              | 2012 | 155                     | 16                      | 20                      | 17                      | 24                      | 41                      | 5                       | 8                       | 20                      | 4                       | 20                      | - ARIA: Платиновый - BPI: 2× Платиновый - RMNZ: Золотой | Mylo Xyloto                                |
| «Birthday Cake» (при участии Криса Брауна)                              | 2012 | —                       | —                       | —                       | —                       | —                       | —                       | —                       | —                       | —                       | —                       | 24                      | - RIAA: платиновый | Talk That Talk                             |
| «Where Have You Been»                                                   | 2012 | 38                      | 6                       | 9                       | 5                       | 2                       | 17                      | 8                       | 4                       | 15                      | 6                       | 5                       | - RIAA: 4× Платиновый - ARIA: 3× Платиновый - BPI: 2× Платиновый - BVMI: Платиновый - GLF: 2× Платиновый - RMNZ: 2× Платиновый                                               | Talk That Talk                             |
| «Cockiness (Love It) Remix» (при участии ASAP Rocky)                    | 2012 | —                       | —                       | —                       | —                       | —                       | —                       | —                       | —                       | —                       | —                       | —                       | - RIAA: Платиновый | Talk That Talk                             |
| «Diamonds»                                                              | 2012 | 1                       | 6                       | 3                       | 1                       | 1                       | 1                       | 2                       | 2                       | 1                       | 1                       | 1                       | - RIAA: Бриллиантовый - ARIA: 6× Платиновый - BPI: 4× Платиновый - BVMI: 4× Платиновый - GLF: 6× Платиновый - IFPI SWI: 4× Платиновый - MC: Золотой - RMNZ: 5× Платиновый    | Unapologetic                               |
| «Stay» (при участии Микки Экко)                                         | 2013 | —                       | 4                       | 3                       | 1                       | 2                       | 2                       | 2                       | 4                       | 2                       | 4                       | 3                       | - RIAA: 12× Платиновый (Бриллиантовый) - ARIA: 5× Платиновый - BPI: 4× Платиновый - BVMI: 3× Золотой - RMNZ: 6× Платиновый                                                   | Unapologetic                               |
| «Pour It Up»                                                            | 2013 | —                       | —                       | 109                     | 49                      | 92                      | —                       | 56                      | —                       | —                       | 43                      | 19                      | - RIAA: 2× Платиновый - BPI: Золотой - RMNZ: Платиновый | Unapologetic                               |
| «Loveeeeeee Song» (featuring Future)                                    | 2013 | —                       | —                       | —                       | —                       | 110                     | —                       | —                       | —                       | —                       | 105                     | 55                      | | Unapologetic                               |
| «Right Now» (при участии Давида Гетта)                                  | 2013 | —                       | 39                      | 34                      | 32                      | 31                      | 43                      | 52                      | —                       | 32                      | 36                      | 50                      | - RIAA: Золотой - ARIA: Платиновый - GLF: Платиновый | Unapologetic                               |
| «What Now»                                                              | 2013 | —                       | 21                      | 3                       | 27                      | 52                      | 49                      | 21                      | 13                      | —                       | 21                      | 25                      | - RIAA: Платиновый - ARIA: Платиновый - BPI: Серебряный - RMNZ: Платиновый                                                                                                   | Unapologetic                               |
| «Jump»                                                                  | 2014 | —                       | 5                       | —                       | —                       | 153                     | —                       | —                       | 10                      | —                       | 150                     | —                       | - ARIA: Платиновая - RMNZ: Золотой | Unapologetic                               |
| «FourFiveSeconds» (совместно с Канье Уэстом и Полом МакКартни)          | 2015 | —                       | 1                       | 5                       | 3                       | 2                       | 3                       | 1                       | 1                       | 3                       | 3                       | 4                       | - RIAA: 5× Платиновая - ARIA: 7× Платиновая - BPI: 3× Платиновая - BVMI: 3× Золотой - GLF: 4× Платиновый - IFPI SWI: Платиновый - RMNZ: 6× Платиновый - SNEP: Золотой        | Внеальбомный сингл                         |
| «Towards the Sun»                                                       | 2015 | 141                     | —                       | —                       | —                       | 22                      | —                       | —                       | —                       | —                       | 76                      | —                       | | Дом                                        |
| «Bitch Better Have My Money»                                            | 2015 | —                       | 14                      | 27                      | 11                      | 3                       | 17                      | 39                      | 10                      | 7                       | 27                      | 15                      | - RIAA: 4× Платиновый - ARIA: Платиновый - BPI: Платиновый - BVMI: Золотой - GLF: Платиновый - RMNZ: 2× Платиновый - SNEP: Золотой                                           | Внеальбомный сингл                         |
| «American Oxygen»                                                       | 2015 | —                       | 65                      | —                       | 59                      | 25                      | 39                      | 39                      | —                       | 30                      | 71                      | 78                      | - GLF: Платиновый | Внеальбомный сингл                         |
| «Work» (при участии Дрейка)                                             | 2016 | —                       | 5                       | 6                       | 1                       | 1                       | 5                       | 2                       | 2                       | 9                       | 2                       | 1                       | - RIAA: Бриллиантовый - ARIA: 2× Платиновый - BPI: 3× Платиновый - BVMI: Платиновый - GLF: 4× Платиновый - MC: 9× Платиновый - RMNZ: 4× Платиновый - SNEP: Бриллиантовый     | Anti                                       |
| «Kiss It Better»                                                        | 2016 | —                       | 48                      | —                       | —                       | 76                      | —                       | 66                      | —                       | —                       | 46                      | 62                      | - RIAA: 3× Платиновый - BPI: Платиновый - MC: 2× Платиновый - RMNZ: 2× Платиновый                                                                                            | Anti                                       |
| «Needed Me»                                                             | 2016 | —                       | 44                      | —                       | 25                      | 94                      | 57                      | 58                      | 14                      | 45                      | 38                      | 7                       | - RIAA: Бриллиантовый - ARIA: Платиновый - BPI: 2× Платиновый - BVMI: Золотой - GLF: 2× Платиновый - MC: 7× Платиновый - RMNZ: 5× Платиновый - SNEP: Платиновый              | Anti                                       |
| «Nothing Is Promised» (совместно с Mike Will Made It)                   | 2016 | —                       | 69                      | —                       | —                       | 25                      | —                       | —                       | —                       | —                       | 64                      | 75                      | - RIAA: Золотой | Ransom 2                                   |
| «Sledgehammer»                                                          | 2016 | —                       | 69                      | 40                      | —                       | 60                      | —                       | —                       | —                       | —                       | 69                      | —                       | | Стартрек: Бесконечность                    |
| «Love on the Brain»                                                     | 2016 | —                       | —                       | 33                      | 22                      | 12                      | 21                      | —                       | 15                      | 26                      | 175                     | 5                       | - RIAA: 7× Платиновый - BPI: Платиновый - BVMI: Золотой - GLF: Золотой - MC: 7× Платиновый - RMNZ: 5× Платиновый - SNEP: Бриллиантовый                                       | Anti                                       |
| «Lemon» (совместно с N.E.R.D)                                           | 2017 | —                       | 44                      | —                       | 33                      | 47                      | —                       | 51                      | —                       | 59                      | 31                      | 36                      | - RIAA: 2× Платиновый - ARIA: Платиновый - BPI: Золотой - MC: 2× Платиновый - RMNZ: 2× Платиновый                                                                            | No One Ever Really Dies                    |
| «Believe It» (совместно с PartyNextDoor)                                | 2020 | —                       | 28                      | 15                      | 39                      | 48                      | 58                      | 16                      | 15                      | 24                      | 12                      | 23                      | - RIAA: Платиновый - BPI: Золотой - RMNZ: 2× Платиновый | Partymobile                                |
| «Lift Me Up»                                                            | 2022 | —                       | 5                       | 13                      | 3                       | 3                       | 9                       | 3                       | 3                       | 1                       | 3                       | 2                       | - RIAA: Платиновый - BPI: Золотой - MC: Платиновый - RMNZ: Платиновый - SNEP: Платиновый                                                                                     | Чёрная пантера: Ваканда навеки (саундтрек) |
| «Friend of Mine»                                                        | 2025 | —                       | —                       | —                       | —                       | —                       | —                       | —                       | —                       | —                       | 72                      | —                       | |                                            |
| «—» означает, что релиз не попал в чарт или не выпущен в данной стране. |      |                         |                         |                         |                         |                         |                         |                         |                         |                         |                         |                         | |                                            |

### Как приглашённый исполнитель
| Название                                                                | Год  | Пиковая позиция в чарте | Пиковая позиция в чарте | Пиковая позиция в чарте | Пиковая позиция в чарте | Пиковая позиция в чарте | Пиковая позиция в чарте | Пиковая позиция в чарте | Пиковая позиция в чарте | Пиковая позиция в чарте | Пиковая позиция в чарте | Certifications | Альбом                            |
| Название                                                                | Год  | AUS                     | BEL (FL)                | CAN                     | FRA                     | GER                     | IRL                     | NZ                      | SWI                     | UK                      | US                      | Certifications | Альбом                            |
| ----------------------------------------------------------------------- | ---- | ----------------------- | ----------------------- | ----------------------- | ----------------------- | ----------------------- | ----------------------- | ----------------------- | ----------------------- | ----------------------- | ----------------------- | --- | --------------------------------- |
| «Roll It» (J-Status featuring Rihanna)                                  | 2007 | —                       | —                       | —                       | —                       | 33                      | —                       | —                       | 89                      | —                       | —                       | | The Beginning                     |
| «If I Never See Your Face Again» (Maroon 5 при участии Рианны)          | 2008 | 11                      | 68                      | 12                      | —                       | —                       | 16                      | 21                      | 52                      | 28                      | 51                      | - RIAA: Платиновый - ARIA: Платиновый - MC: Золотой | It Won't Be Soon Before Long      |
| «Just Stand Up!» (among Artists Stand Up to Cancer)                     | 2008 | 39                      | —                       | 10                      | —                       | —                       | 11                      | 19                      | —                       | 26                      | 11                      | | н/д                               |
| «Live Your Life» (T.I. при участии Рианны)                              | 2008 | 3                       | 15                      | 4                       | 17                      | 12                      | 3                       | 2                       | 8                       | 2                       | 1                       | - RIAA: 7× Платиновый - ARIA: Платиновый - BPI: 2× Платиновый - RMNZ: 3× Платиновый | Paper Trail                       |
| «Run This Town» (Jay-Z при участии Канье Уэст и Рианны)                 | 2009 | 9                       | 28                      | 6                       | —                       | 18                      | 3                       | 9                       | 9                       | 1                       | 2                       | - RIAA: 6× Платиновый - ARIA: Платиновый - BPI: 2× Платиновый - RMNZ: 2× Платиновый | The Blueprint 3                   |
| «Love the Way You Lie» (Эминем при участии Рианны)                      | 2010 | 1                       | 1                       | 1                       | 3                       | 1                       | 1                       | 1                       | 1                       | 2                       | 1                       | - RIAA: 13× Платиновый - ARIA: 18× Платиновый - BPI: 5× Платиовый - BVMI: 2× Платиновый - IFPI SWI: 3× Платиновый - RMNZ: 6× Платиновый                                                   | Recovery                          |
| «Who's That Chick?» (Давид Гетта при участии Рианны)                    | 2010 | 7                       | 6                       | 26                      | 5                       | 6                       | 4                       | 8                       | 8                       | 6                       | 51                      | - ARIA: 2× Платиновый - BPI: Платиновый - BVMI: Золотой - GLF: Платиновый - RMNZ: 2× Платиновый                                                                                           | One Love                          |
| «All of the Lights» (Канье Уэст при участии Рианны и Кид Кади)          | 2011 | 24                      | —                       | 53                      | 52                      | —                       | 13                      | 13                      | 46                      | 15                      | 18                      | - RIAA: 7× Платиновый - ARIA: 2× Платиновый - BPI: 2× Платиновый - RMNZ: 3× Платиновый | My Beautiful Dark Twisted Fantasy |
| «Fly» (Ники Минаж при участии Рианны)                                   | 2011 | 18                      | 74                      | 55                      | —                       | —                       | 14                      | 13                      | —                       | 16                      | 19                      | - RIAA: Платиновый - ARIA: 2× Платиновый - BPI: Золотой - RMNZ: Платиновый | Pink Friday                       |
| «Take Care» (Дрейк при участии Рианны)                                  | 2012 | 9                       | 36                      | 15                      | 27                      | —                       | 18                      | 6                       | 50                      | 9                       | 7                       | - RIAA: 7× Платиновый - ARIA: 7× Платиновый - BPI: 3× Платиновый - MC: 2× Платиновый - RMNZ: 3× Платиновый                                                                                | Take Care                         |
| «Bad» (Remix) (Wale при участии Рианны)                                 | 2013 | —                       | —                       | —                       | 141                     | —                       | —                       | —                       | —                       | 112                     | 21                      | - RIAA: платиновый | The Gifted                        |
| «The Monster» (Эминем при участии Рианны)                               | 2013 | 1                       | 2                       | 1                       | 1                       | 3                       | 1                       | 1                       | 1                       | 1                       | 1                       | - RIAA: 8× Платиновый - ARIA: 11× Платиновый - BPI: 3× Платиновый - BVMI: 3× Золотой - GLF: 5× Платиновый - IFPI SWI: Платиновый - MC: 2× Платиновый - RMNZ: 4× Platinum                  | The Marshall Mathers LP 2         |
| «Can't Remember to Forget You» (Шакира при участии Рианны)              | 2014 | 18                      | 16                      | 19                      | 6                       | 19                      | 17                      | 32                      | 13                      | 11                      | 15                      | - ARIA: Платина - BVMI: Золотой - BPI: Платиновый - GLF: Платиновый - IFPI SWI: Золотой - RMNZ: Золотой                                                                                   | Shakira                           |
| «This Is What You Came For» (Кельвин Харрис при участии Рианны)         | 2016 | 1                       | 4                       | 1                       | 5                       | 5                       | 1                       | 2                       | 4                       | 2                       | 3                       | - RIAA: 8× Платиновый - ARIA: 12× Платиновый - BPI: 4× Платиновый - BVMI: Платиновый - GLF: 4× Платиновый - MC: 4× Платиновый - RMNZ: 6× Платиновый - SNEP: Бриллиантовый                 | Внеальбомный сингл                |
| «Too Good» (Дрейк при участии Рианны)                                   | 2016 | 3                       | 9                       | 9                       | 29                      | 30                      | 11                      | 4                       | 25                      | 3                       | 14                      | - RIAA: 5× Платиновый - ARIA: 6× Платиновый - BPI: 3× Платиновый - BVMI: Золотой - GLF: 3× Платиновый - MC: 4× Платиновый - RMNZ: 3× Платиновый - SNEP: Платиновый                        | Views                             |
| «Selfish» (Фьючер при участии Рианны)                                   | 2017 | 37                      | —                       | 28                      | 34                      | —                       | 78                      | 17                      | 51                      | 94                      | 37                      | - RIAA: Платиновый - ARIA: Платиновый - GLF: Золотой - MC: Платиновый - RMNZ: Платиновый                                                                                                  | Hndrxx                            |
| «Wild Thoughts» (DJ Khaled при участии Рианны и Брайсона Тиллера)       | 2017 | 2                       | 5                       | 2                       | 2                       | 4                       | 3                       | 2                       | 3                       | 1                       | 2                       | - RIAA: 8× Платиновый - ARIA: 7× Платиновый - BPI: 3× Платиновый - BVMI: 3× Золотой - GLF: 3× Платиновый - MC: 5× Платиновый - RMNZ: 5× Платиновый - SNEP: Бриллиантовый - IFPI SWI: Gold | Grateful                          |
| «Loyalty» (Кендрик Ламар при участии Рианны)                            | 2017 | 20                      | —                       | 12                      | 41                      | 53                      | 18                      | 15                      | 35                      | 27                      | 14                      | - RIAA: 2× Платиновый - ARIA: 3× Платиновый - BPI: Золотой - MC: 3× Платиновый - RMNZ: 3× Платиновый                                                                                      | DAMN.                             |
| «—» означает, что релиз не попал в чарт или не выпущен в данной стране. |      |                         |                         |                         |                         |                         |                         |                         |                         |                         |                         | |                                   |

## Другие песни в чартах
| «A Girl like Me»                                                                      | 2006 | —  | —   | —  | 25 | —  | —   | —  | —  | — | —  | A Girl like Me     |
| «A Million Miles Away»                                                                | 2006 | —  | —   | —  | 38 | —  | —   | —  | —  | — | —  | A Girl like Me     |
| «Breakin' Dishes»                                                                     | 2007 | —  | —   | —  | —  | —  | —   | —  | —  | 4 | —  | Good Girl Gone Bad |
| «Numba 1 (Tide Is High)» (Kardinal Offishall featuring Rihanna or Nicole Scherzinger) | 2008 | 38 | —   | —  | —  | —  | —   | —  | —  | — | —  | Not 4 Sale         |
| «Bad Girl» (featuring Chris Brown)                                                    | 2009 | —  | —   | —  | —  | —  | —   | —  | —  | — | 55 | н/д                |
| «Stranded (Haiti Mon Amour)» (with Jay-Z, Bono and The Edge)                          | 2010 | 6  | —   | 3  | 30 | —  | 41  | —  | 16 | — | —  | Hope for Haiti Now |
| «Fading»                                                                              | 2010 | —  | —   | —  | —  | —  | 187 | —  | —  | — | —  | Loud               |
| «Love the Way You Lie (Part II)» (featuring Eminem)                                   | 2010 | 19 | —   | —  | —  | —  | 160 | —  | —  | — | —  | Loud               |
| «Birthday Cake»                                                                       | 2011 | —  | —   | —  | —  | —  | 172 | —  | 39 | — | 4  | Talk That Talk     |
| «Cockiness (Love It)»                                                                 | 2011 | —  | —   | —  | —  | —  | 121 | 33 | —  | — | —  | Talk That Talk     |
| «We All Want Love»                                                                    | 2011 | —  | —   | —  | —  | —  | 188 | —  | —  | — | —  | Talk That Talk     |
| «Drunk on Love»                                                                       | 2011 | —  | —   | —  | —  | —  | 153 | 23 | —  | — | —  | Talk That Talk     |
| «Roc Me Out»                                                                          | 2011 | —  | —   | —  | —  | —  | 176 | —  | —  | — | —  | Talk That Talk     |
| «Farewell»                                                                            | 2011 | —  | —   | —  | —  | —  | 155 | —  | —  | — | —  | Talk That Talk     |
| «Red Lipstick»                                                                        | 2011 | —  | —   | —  | —  | —  | 122 | 34 | —  | — | —  | Talk That Talk     |
| «Do Ya Thang»                                                                         | 2011 | —  | —   | —  | —  | —  | 136 | 38 | —  | — | —  | Talk That Talk     |
| «Fool in Love»                                                                        | 2011 | —  | —   | —  | —  | —  | 123 | 35 | —  | — | —  | Talk That Talk     |
| «Phresh Out the Runway»                                                               | 2012 | —  | 185 | —  | —  | —  | 177 | 35 | —  | — | —  | Unapologetic       |
| «Numb» (featuring Eminem)                                                             | 2012 | 99 | 128 | —  | —  | —  | 92  | 13 | —  | — | 42 | Unapologetic       |
| «Nobody’s Business» (featuring Chris Brown)                                           | 2012 | —  | 36  | —  | —  | —  | 63  | 7  | —  | — | 39 | Unapologetic       |
| «Love Without Tragedy / Mother Mary»                                                  | 2012 | —  | 95  | —  | —  | —  | 113 | 19 | —  | — | —  | Unapologetic       |
| «No Love Allowed»                                                                     | 2012 | —  | 101 | —  | —  | —  | 131 | 24 | —  | — | —  | Unapologetic       |
| «Lost in Paradise»                                                                    | 2012 | —  | 183 | —  | —  | —  | —   | —  | —  | — | —  | Unapologetic       |
| «Half of Me»                                                                          | 2012 | 96 | 70  | 84 | —  | 46 | 75  | 10 | —  | — | —  | Unapologetic       |
| «—» означает, что релиз не попал в чарт или не выпущен в данной стране.               |      |    |     |    |    |    |     |    |    |   |    |                    |

## Комментарии
1. ↑  Good Girl Gone Bad: Reloaded was classed as an individual release in New Zealand; in all other territories, it was combined with the original chart entry for Good Girl Gone Bad, and thus re-entered the chart as one release.
2. ↑  "We Ride" did not enter the Billboard Hot 100, but peaked at number seven on the Bubbling Under Hot 100 Singles chart, which acts as an extension to the Hot 100.[89]
3. ↑  "Wait Your Turn" did not enter the Billboard Hot 100, but peaked at number 10 on the Bubbling Under Hot 100 Singles chart, which acts as an extension to the Hot 100.[89]
4. ↑  "Raining Men" did not enter the Billboard Hot 100, but peaked at number 11 on the Bubbling Under Hot 100 Singles chart, which acts as an extension to the Hot 100.[89]
5. ↑  "Cockiness (Love It) Remix" did not enter the Billboard Hot 100, but peaked at number two on the Bubbling Under Hot 100 Singles chart, which acts as an extension to the Hot 100.[89]
6. ↑  "Cockiness (Love It)" did not enter the Billboard Hot 100, but peaked at number 17 on the Bubbling Under Hot 100 Singles chart, which acts as an extension to the Hot 100.[89]
7. ↑  "Phresh Out the Runway" did not enter the Hot R&B/Hip-Hop Songs chart, but peaked at number 10 on the Bubbling Under R&B/Hip-Hop Singles chart, which acts as an extension to the Hot R&B/Hip-Hop Songs chart.[141]
8. ↑  "No Love Allowed" did not enter the Hot R&B/Hip-Hop Songs chart, but peaked at number three on the Bubbling Under R&B/Hip-Hop Singles chart, which acts as an extension to the Hot R&B/Hip-Hop Songs chart.[141]